# Bataille de la rivière froide
Pour les articles homonymes, voir Rivière froide (homonymie).
La bataille de la rivière froide ou bataille du Frigidus a eu lieu du 5 au 6 septembre 394 et a vu s'affronter les troupes chrétiennes de l'Empire romain d'Orient alliées aux Wisigoths, et commandées par l'empereur romain Théodose Ier et le roi des Wisigoths Alaric, aux troupes païennes coalisées de l'Empire romain d'Occident et des Francs, sous le commandement d'Eugène et d'Arbogast.
La défaite et la mort d'Eugène et de son commandant, le général romain d'origine franque Arbogast, permettent pour la dernière fois dans l'histoire romaine d'unir, sous le pouvoir d'un seul empereur, l'ensemble des territoires de l'Empire romain. Cette bataille favorise également l'adoption du christianisme dans la partie occidentale de l'empire, Eugène, vaincu, possédant le soutien de l'aristocratie païenne. La défaite a en revanche des conséquences politiques et sécuritaires désastreuses pour la partie occidentale. Elle provoque en effet l'effondrement militaire de l'Occident et une perte de soutien des grandes familles païennes occidentales vis-à-vis du pouvoir impérial. Elle facilite ainsi le passage du Rhin par les barbares et le sac de Rome quelques années plus tard.

## Contexte

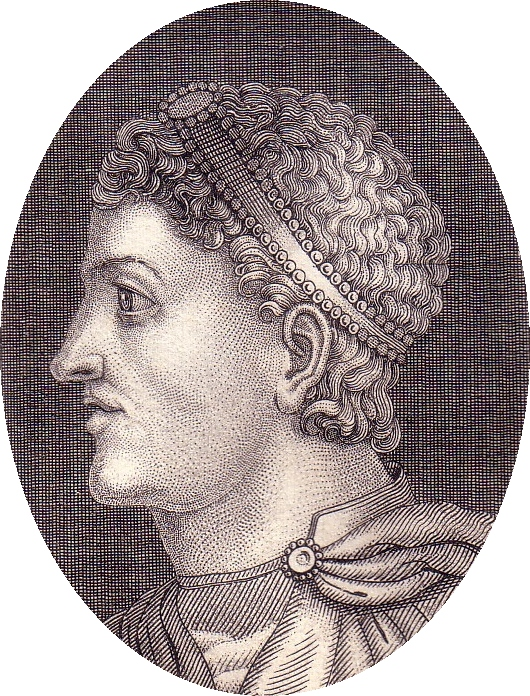
Théodose Ier. Vainqueur de la bataille, il réunifie l'Empire romain sous son sceptre.

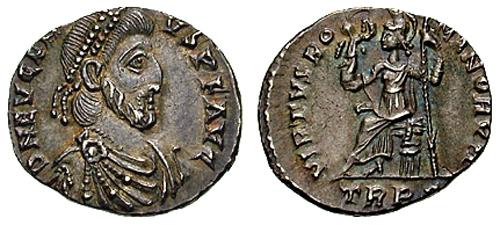
Silique d'Eugéne.

La majorité païenne du Sénat romain est en conflit avec les empereurs de Constantinople et de Milan, depuis que Constantin Ier a reconnu la religion chrétienne et que Théodose Ier l'a promue religion officielle de l'État. Les sénateurs romains écrivent de nombreuses lettres dans lesquelles ils appellent à un retour au paganisme, en insistant souvent sur la protection et la bienveillance des anciens dieux romains, accordées à Rome lorsqu'elle n'était qu'une petite cité-État (voir pax deorum). 
Les empereurs chrétiens accentuent, quant à eux, la primauté du christianisme, bien que leur influence n'ait pas toujours la même étendue.
Cette rupture, entre les deux religions majeures du monde romain, est la plupart du temps un simple débat académique ou philosophique, sans menaces de recours aux armes.[réf. nécessaire]
Le 15 mai 392, l'empereur romain d'Occident Valentinien II est retrouvé pendu dans sa résidence de Vienne en Gaule. Valentinien, qui avait montré un temps sa préférence vis-à-vis des ariens, a continué sa politique impériale de suppression des pratiques païennes. Sans surprise, sa politique avive les tensions entre l'empereur et les sénateurs romains païens.
Quand l'empereur d’Orient Théodose Ier apprend la mort de Valentinien, qui est son beau-frère, Arbogast, qui est le magister militum et donc le maître de l’Empire romain d'Occident, prétend que le jeune empereur s'est suicidé.

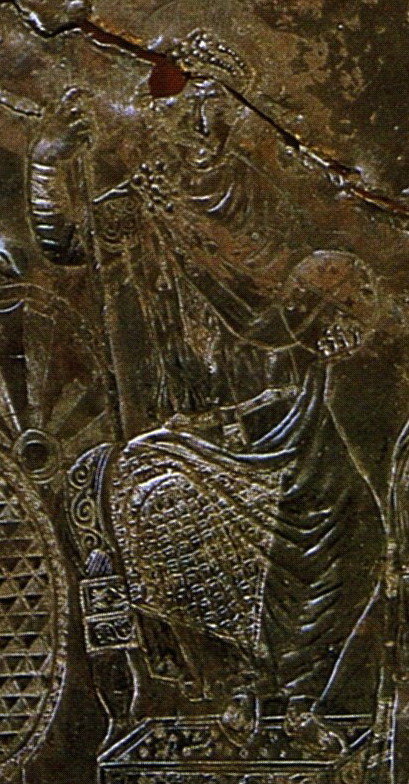
Portrait de Valentinien II sur le missorium de Théodose.

Les tensions entre les deux « moitiés » de l'empire sont exacerbées durant l'été 392. Arbogast tente plusieurs fois d'établir un contact avec Théodose, sans autre succès qu'un simple entretien avec le préfet du prétoire de l’Empire romain d'Orient Rufinus (la réponse apportée par Rufinus à Arbogast n'a pas apporté une aide réelle). Théodose, quant à lui, arrive lentement à la conviction que Valentinien II a été assassiné, car sa femme Galla est convaincue que la mort de son frère est due à une trahison.
Arbogast dispose de quelques amis et soutiens à la cour de l'empereur romain d'Orient. Le chef de ses alliés est son oncle Richomer, mais celui-ci souffre d'une maladie grave.
Comme Arbogast apparaît de plus en plus apprécié, Théodose adopte un comportement hostile à son égard.
Le 22 août de la même année, comme Arbogast ne peut prétendre à la dignité impériale lui-même à cause de son origine barbare, il élève Eugène, le chef des bureaux (magister scrinii) de la cour impériale romaine d'Occident, au rang d'empereur. L'ascension de ce dernier, réputé pour ses connaissances et son aisance en rhétorique, est soutenue par le préfet du prétoire d'Italie, Nicomachus Flavianus le vieux, et par la majorité des membres païens du Sénat romain. Cependant, certains sénateurs, comme Symmaque, sont gênés par cette manœuvre.
Après cette nomination, Eugène recrute plusieurs sénateurs païens importants pour occuper les postes clés de son gouvernement. Il soutient également le mouvement en faveur du paganisme en garantissant sa reconnaissance officielle, et en restaurant certains de ses sanctuaires importants comme l'Autel de la Victoire ou le temple de Vénus et de Rome.
Ces mesures sont dénoncées par Ambroise, évêque de Milan, et le rend moins honorable aux yeux de Théodose Ier.
En tant que chrétien, Théodose voit d'un mauvais œil la résurgence du paganisme sous le règne d'Eugène. De plus, la succession de Valentinien n'est pas résolue. En outre, Eugène a purgé l'administration de tous les fidèles que Théodose y avait laissés en abandonnant la partie occidentale de l'empire au profit de Valentinien. Cette décision prive Théodose de tout moyen de contrôle sur l'Empire romain d'Occident.
Eugène, soucieux d'éviter la rupture, n'a pas occupé immédiatement l'Italie. À l'automne 392, il envoie une ambassade à Constantinople pour obtenir de Théodose sa reconnaissance comme nouvel empereur de la partie occidentale de l'empire. Théodose ne s'y engage pas, même s'il reçoit les ambassadeurs avec des présents et leur formule de vagues promesses. 
Finalement, après avoir nommé son fils Honorius, âgé de deux ans, empereur romain d'Occident en janvier 393, Théodose part en campagne contre Eugène en 394 .
Pendant que les divisions internes affaiblissent l'Empire romain, sur le limes, les Barbares font des incursions de plus en plus fréquentes et longues dans le territoire romain. Les Wisigoths de Fritigern et Alaviv organisent un grand déplacement dans l'Empire romain car en 376, ils tentent d'échapper à la menace des Huns. Les Romains tentent de contrôler ces vagues d'immigration; en 382, ils signent un traité de fédération qui installe les Wisigoths en Mésie. Ces troupes aguerries au combat sont un appui supplémentaire pour le basileus face aux usurpateurs et aux autres peuples barbares.

## Préparatifs

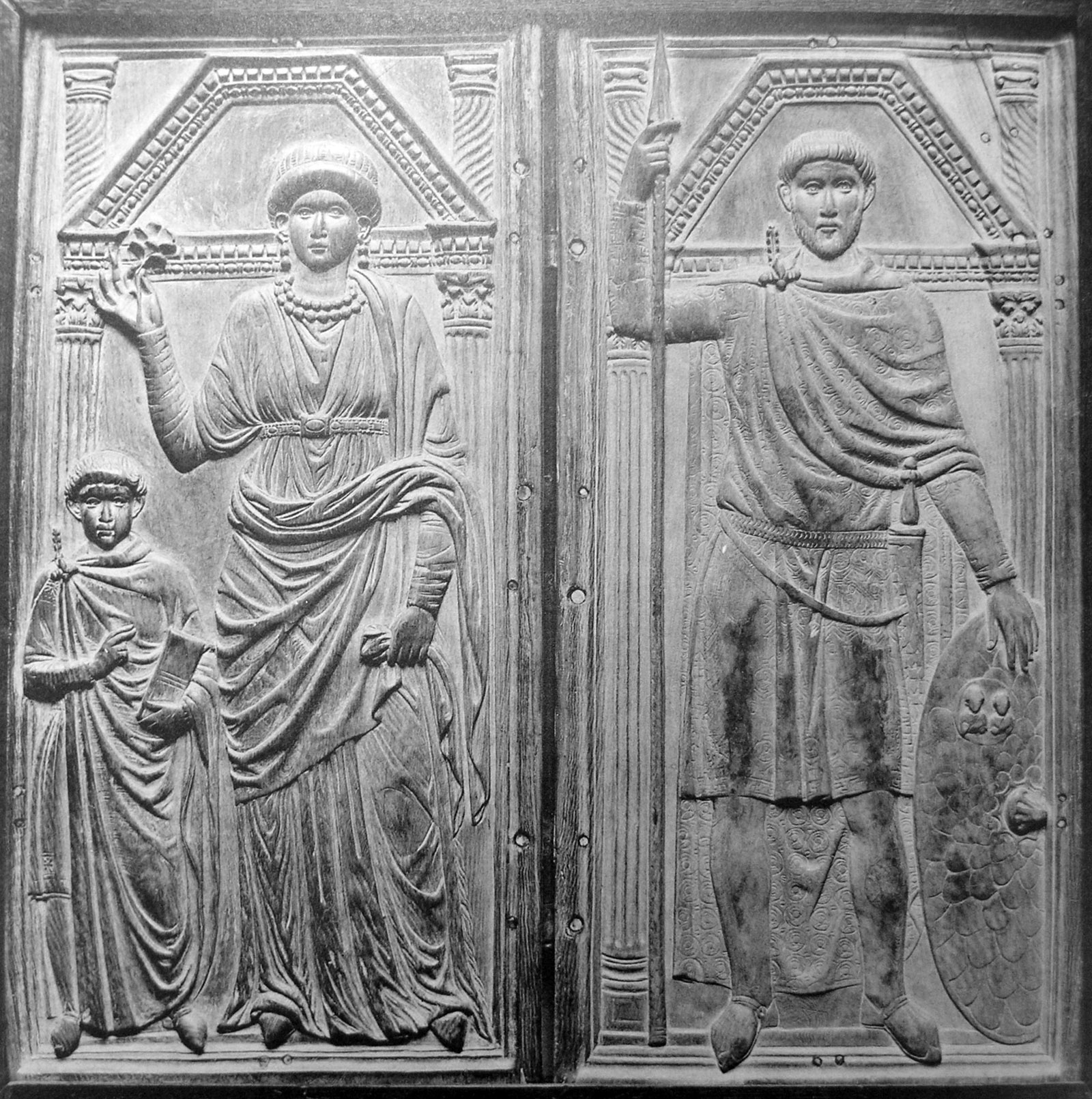
Diptyque de Stilicon, vers 395

En un an et demi, Théodose rassemble ses forces dans l'optique de l'invasion.
L'armée de l'Empire romain d'Orient est « atrophiée » depuis la mort de l'empereur Valens et de bon nombre de ses hommes lors de la bataille d'Andrinople (378). Cependant, les généraux Stilicon et Timasius tentent de restaurer la discipline dans les légions de l'Est de l'empire et mettent en place une politique intense de recrutement et de conscription.
Dans le même temps, un autre adversaire de Théodose Ier, l'eunuque Flavius Eutropius, est expulsé de Constantinople après avoir recherché le conseil et la sagesse d'un moine chrétien âgé de la ville égyptienne de Lycopolis. Selon le compte-rendu de la réunion donnée par Claudien et Sozomène, le vieux moine aurait prophétisé que Théodose allait obtenir une victoire coûteuse mais décisive sur Eugène et Arbogast.
L'armée de Théodose quitte Constantinople en direction de l'ouest en mai 394.
Les légions, galvanisées, sont renforcées par des contingents auxiliaires de barbares, incluant 20 000 Wisigoths fédérés et des forces venues d'Ibérie caucasienne (Géorgie) et de Syrie. L'armée compte également des contingents de Huns. Théodose commande l'armée, avec l'aide de ses généraux Stilicon et Timasius, du chef des fédérés wisigoths Alaric Ier et un chef ibérique caucasin nommé Bacurius (Bakour). Pour s'accorder l'alliance gothique, Théodose offre un marché à Alaric : 20 000 guerriers contre des vivres ; tout en plaçant le commandement du roi wisigoth sous l'autorité de Gaïnas, Goth lui-même mais non pas descendant de la famille royale.
Leur progression à travers la Pannonie et les Alpes juliennes se faisant sans opposition, Théodose et ses officiers ont des soupçons quand ils découvrent, aux frontières de leur empire, les passages montagneux non défendus par les troupes d'Eugenius et d'Arbogast. Nicomaque Flavien fait porter les statues d'Hercule et celles de Jupiter foudroyant à la tête de l'armée.
Arbogast se fondant sur ses expériences militaires, contre notamment l'usurpateur Magnus Maximus en Gaule, décide que la meilleure stratégie à adopter est de garder ses troupes unies afin de défendre l'Italie. À cette fin, il laisse les passages alpins non gardés. Les troupes d'Arbogast sont composées principalement de ses partisans francs et gallo-romains, et de leurs auxiliaires goths.
Profitant de la stratégie d'Arbogast qui décide de maintenir une relative cohésion de ses forces, l'armée de Théodose traverse donc sans encombre les Alpes et descend dans la vallée du fleuve Frigidus non loin d'Aquilée.
C'est arrivée dans cette région montagneuse que l'armée de Théodose, dans les premiers jours de septembre, découvre le campement de l'armée de l'Ouest dans un passage non loin de l'actuelle ville slovène de Vipava.

## Déroulement de la bataille
Théodose décide d'attaquer immédiatement, sans avoir pris au préalable le temps de reconnaître le champ de bataille.
Il envoie tout d'abord ses alliés goths en premier, espérant peut-être ainsi diminuer leurs rangs par l'usure, et plus largement la menace potentielle à l'égard de l'empire qu'ils représentent. L'armée de l'Est se jette à corps perdu dans l'attaque, ce qui cause de nombreuses victimes mais un gain minime. Le général ibère Bacurius est parmi les morts ; les Wisigoths déplorent beaucoup de pertes.
En fin de journée, Eugène félicite ses troupes victorieuses dans la défense de leurs positions, pendant qu’Arbogast envoie des détachements fermer les passages montagneux derrière Théodose, sous le commandement du général Arbitio.
Après une nuit agitée, Théodose est réconforté par les nouvelles qui affirment que les hommes d'Arbitio se sont repliés volontairement dans une vallée afin de déserter leur armée. C'est peut-être en assistant à cette désertion que Nicomaque Flavien se suicide de désespoir, en comprenant que la bataille est perdue. Encouragés par ces nouvelles, les hommes de Théodose attaquent une nouvelle fois.
Cette fois les éléments sont de leur côté car un fort vent souffle dans la vallée en provenance de l'Est : c'est la terrible bora, d'une puissance équivalant au mistral. En effet, les vents violents soulèvent des nuages de poussière dans le visage des troupes de l'Ouest et surtout rendent les arcs inefficaces, ce qui rend le combat beaucoup plus difficile pour eux. L'armée de Théodose voit dans les vents une intervention divine et s'en trouve encouragée. Ballottées par les vents, les lignes d'Arbogast se rompent et Théodose remporte la victoire décisive, prophétisée quelque temps plutôt par le moine égyptien.

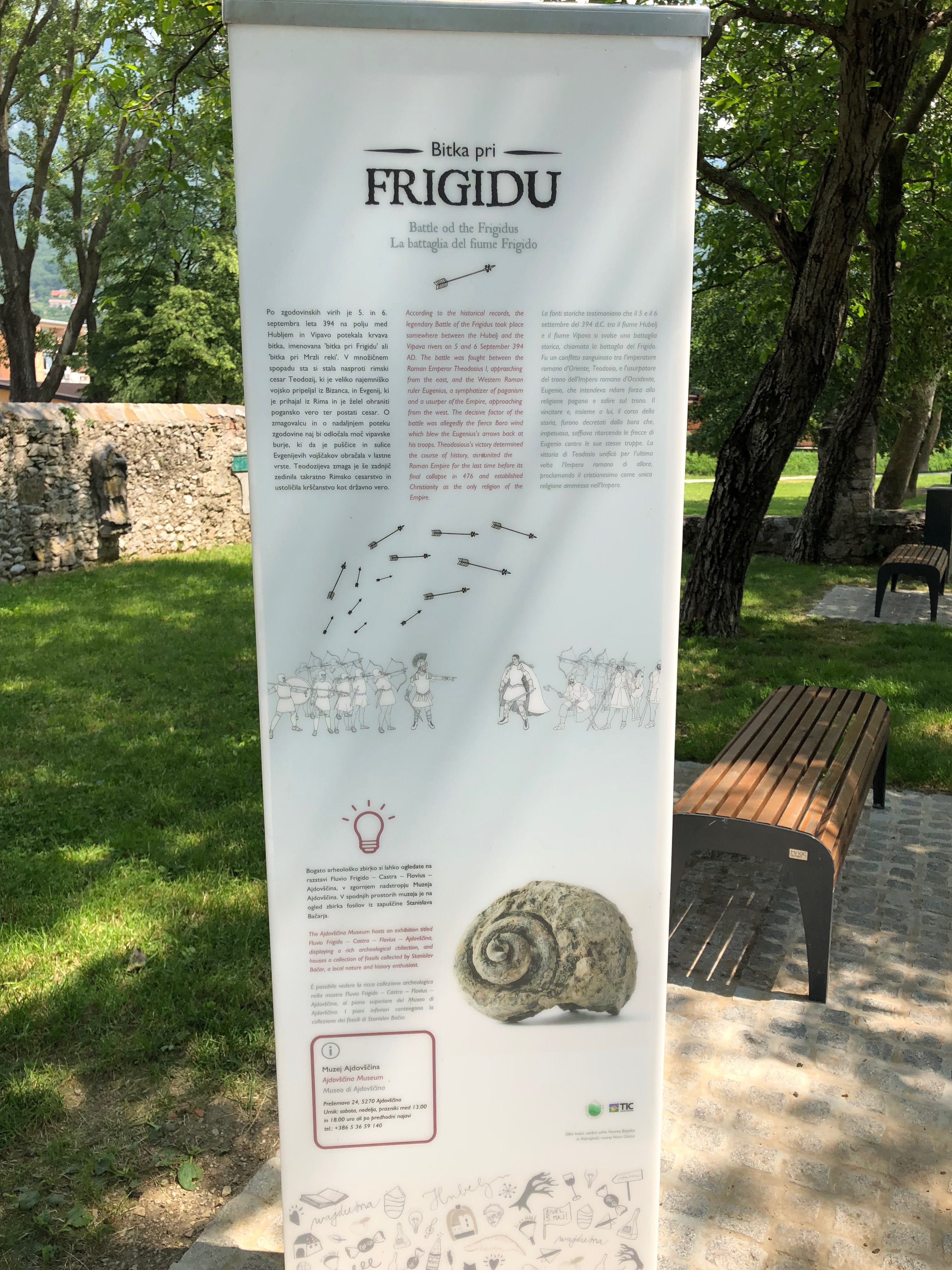
La bora, le fort vent catabatique, a décidé du sort de la bataille du Frigidus

Par la suite, Eugène est capturé et amené devant l'empereur. Il implore la clémence de Théodose qui reste impassible et ordonne de le faire décapiter. Arbogast s'échappe après la défaite et tente de prendre la fuite dans les montagnes, mais, après quelques jours de traque, estimant que toute fuite est impossible, il se suicide.
Les Wisigoths, malgré la victoire, sont ulcérés par l'attitude de l'empereur qui n'a prévu aucun ravitaillement pour eux sur le chemin du retour.

## Conséquences
Cette bataille, bien que coûteuse, est une victoire totale pour Théodose Ier et une défaite pour le paganisme et ses partisans.
Les provinces de l'Ouest sont rapidement soumises par Théodose, qui devient le dernier empereur de l'Empire romain unifié. L'issue de cette bataille favorise l'adoption du christianisme dans la partie occidentale de l'empire.
Cette confrontation est l'une des plus importantes avec la bataille du pont Milvius, pas seulement comme une victoire dans une guerre civile, mais comme l'affirmation du triomphe de la chrétienté (l'élite des familles païennes de Rome n'oppose pas une résistance sérieuse au christianisme, se convertit et constitue bientôt le vivier dans lequel se recrutent les papes de la fin de l'Antiquité).
Malheureusement pour l'Empire, la bataille a également accentué l'effondrement de l'armée romaine à l'Ouest. Les légions ont déjà perdu leur efficacité notamment à cause de leur réorganisation et de la baisse de la qualité de leur entraînement et de leur discipline. La défense des frontières de l'Empire, contre les invasions barbares, devient beaucoup plus difficile à l’Ouest.
Ce tournant majeur dans la perte de capacité des soldats romains signifie un accroissement de la dépendance de l'Empire romain d'Occident vis-à-vis des mercenaires barbares, qui ont le statut de fédérés et qui se révèlent souvent peu fiables et mauvais. Finalement, l'Empire romain est réunifié pour quelques mois seulement sous le pouvoir de Théodose, qui décède peu après en janvier 395 à Milan. Cette bataille est aussi symptomatique du délabrement de la puissance militaire romaine, dont témoignent la « barbarisation » des armées romaines, et la lenteur à mobiliser de puissantes armées de manœuvre.
Privés des vivres promis, les Goths cherchent vengeance. Ils rejoignent la Mésie en pillant sur leur passage et ils se retrouvent face aux Huns qui viennent de franchir le Danube sans aucune résistance des armées romaines.